# Championnat d'Équateur de football 2010
Navigation
Édition précédente Édition suivante
Le championnat d'Équateur de football 2010 (Copa Credife Serie A en espagnol) est la 52e édition du championnat d'Équateur de football. Il réunit douze équipes et se déroule du 7 février au 12 décembre 2010. LDU Portoviejo et Técnico Universitario quittent la Serie A et sont remplacées par les promus de l'Independiente del Valle, champion de Serie B la saison précédente et l'Universidad Catolica.

## Format
À la suite de la réunion du 16 décembre 2009, la Fédération Équatorienne de Football a décidé de modifier l'organisation du championnat pour en simplifier la lecture.
La nouvelle organisation prévoit que le championnat se joue désormais en trois phases (46 journées au total).
La première phase se joue par matchs aller-retour sur 22 journées entre le 7 février et le 4 juillet. Le premier est directement qualifié pour la finale nationale, face au vainqueur de la seconde phase. Les trois premiers de cette phase seront également qualifiés pour l'édition 2010 de la Copa Sudamericana.
La seconde phase du championnat se joue sur le même mode que la première entre le 18 juillet et le 28 novembre. Le premier à l'issue de cette phase est, lui, directement qualifié pour la Copa Sudamericana 2011 et pour la finale nationale.
Un classement cumulé est effectué en additionnant les résultats obtenus lors des deux phases. Les deux clubs qui totaliseront le moins de points seront relégués en Serie B et les deux meilleurs clubs de ce classement qui ne disputent pas la finale nationale joue le match pour la Copa Libertadores.
Lors de la troisième phase, les vainqueurs des deux premières phases s'affrontent dans un duel en matchs aller et retour. Ils sont tous les deux qualifiés pour la Copa Libertadores. Les deux autres qualifiés joueront pour l'attribution des troisième et quatrième places du championnat et pour la troisième place qualificative en Copa Libertadores. Le perdant est lui le second qualifié pour la Copa Sudamericana 2011.

## Participants
| Club                    | Ville     | Entraîneur       | Stade                      | Capacité |
| ----------------------- | --------- | ---------------- | -------------------------- | -------- |
| Barcelona               | Guayaquil | Juan Manuel Llop | Monumental Banco Pichincha | 90 283   |
| Deportivo Cuenca        | Cuenca    | Luis Soler       | Alejandro Serrano Aguilar  | 22 000   |
| Deportivo Quito         | Quito     | Carlos Sevilla   | Olímpico Atahualpa         | 40 948   |
| El Nacional             | Quito     | Mario Saralegui  | Olímpico Atahualpa         | 40 948   |
| Emelec                  | Guayaquil | Jorge Sampaoli   | George Capwell             | 23 461   |
| Espoli                  | Quito     | Carlos Calderón  | La Cocha (en Latacunga)    | 15 000   |
| Independiente del Valle | Sangolquí | Guillermo Duró   | Stade Rumiñahui            | 8 000    |
| LDU de Quito            | Quito     | Edgardo Bauza    | Casa Blanca                | 55 400   |
| Macará                  | Ambato    | Víctor Riggio    | Bellavista                 | 22 000   |
| Manta                   | Manta     | Fabián Bustos    | Jocay                      | 20 000   |
| Olmedo                  | Riobamba  | Ariel Graziani   | Olímpico de Riobamba       | 18 000   |
| Universidad Católica    | Quito     | Fernando Lara    | Olímpico Atahualpa         | 40 948   |

### Mouvements d'entraîneurs
| Équipe                                               | Entraîneur                                                 | Cause du départ             | Date du départ              | Remplacé par                                                | Date d'engagement           | Position au classement      |
| Changements à l'intersaison                          | Changements à l'intersaison                                | Changements à l'intersaison | Changements à l'intersaison | Changements à l'intersaison                                 | Changements à l'intersaison | Changements à l'intersaison |
| ---------------------------------------------------- | ---------------------------------------------------------- | --------------------------- | --------------------------- | ----------------------------------------------------------- | --------------------------- | --------------------------- |
| ESPOLI                                               | Homero Valencia                                            | Remplacé                    | 22/11/2009                  | Carlos Calderón                                             | 23/11/2009                  | N/A                         |
| El Nacional                                          | Julio Asad                                                 | Fin de contrat              | 21/11/2009                  | Jorge Luis Pinto                                            | 04/12/2009                  | N/A                         |
| LDU Quito                                            | Jorge Fossati                                              | Démission                   | 07/12/2009                  | Edgardo Bauza                                               | 08/12/2009                  | N/A                         |
| Emelec                                               | Gabriel Perrone                                            | Démission                   | 16/12/2009                  | Jorge Sampaoli                                              | 18/12/2009                  | N/A                         |
| Olmedo                                               | Héctor González                                            | Remplacé                    | 16/12/2009                  | Claudio Otermín                                             | 16/12/2009                  | N/A                         |
| Changements pendant la première phase du championnat |                                                            |                             |                             |                                                             |                             |                             |
| Universidad Católica                                 | Renato Salas                                               | Renvoyé                     | 01/03/2010                  | Hans Ortega (intérim)                                       | 01/03/2010                  | 11e                         |
| Universidad Católica                                 | Hans Ortega (intérim)                                      | Remplacé                    | 03/03/2010                  | Fernando Díaz                                               | 03/03/2010                  | 11e                         |
| Olmedo                                               | Claudio Otermín                                            | Renvoyé                     | 13/03/2010                  | Héctor González (intérim)                                   | 16/03/2010                  | 12e                         |
| Macará                                               | Víctor Marchesini                                          | Renvoyé                     | 15/03/2010                  | Carlos Sevilla                                              | 16/03/2010                  | 6e                          |
| Independiente del Valle                              | Janio Pinto                                                | Démission                   | 27/04/2010                  | Guillermo Duró                                              | 12/05/2010                  | 7e                          |
| Olmedo                                               | Héctor González (intérim)                                  | Remplacé                    | 28/04/2010                  | Ariel Graziani                                              | 29/04/2010                  | 12e                         |
| Universidad Católica                                 | Fernando Díaz                                              | Remplacé                    | 07/06/2010                  | Fernando Lara                                               | 07/06/2010                  | 12e                         |
| El Nacional                                          | Jorge Luis Pinto                                           | Renvoyé                     | 09/06/2010                  | Perdomo Véliz Jare                                          | 09/06/2010                  | 9e                          |
| Deportivo Cuenca                                     | Paúl Vélez                                                 | Démission                   | 22/06/2010                  | Juan Carlos Benítez (intérim)                               | 23/06/2010                  | 5e                          |
| Macará                                               | Carlos Sevilla                                             | Renvoyé                     | 29/06/2010                  | Boris Fiallos (intérim)                                     | 07/07/2010                  | 12e                         |
| Changements entre les deux phases du championnat     |                                                            |                             |                             |                                                             |                             |                             |
| Macará                                               | Boris Fiallos (intérim)                                    | Remplacé                    | 06/07/2010                  | Víctor Riggio                                               | 06/07/2010                  | N/A                         |
| Deportivo Cuenca                                     | Juan Carlos Benítez (intérim)                              | Remplacé                    | 08/07/2010                  | Luis Soler                                                  | 08/07/2010                  | N/A                         |
| Changements lors de la deuxième phase du championnat |                                                            |                             |                             |                                                             |                             |                             |
| Deportivo Quito                                      | Rubén Darío Insúa                                          | Consentement mutuel         | 12/08/2010                  | Carlos Sevilla                                              | 13/08/2010                  | 8e                          |
| El Nacional                                          | Perdomo Véliz Jare                                         | Renvoyé                     | 23/08/2010                  | Mario Saralegui                                             | 23/08/2010                  | 10e                         |
| Macará                                               | Víctor Riggio                                              | Renvoyé                     | 13/09/2010                  | Janio Pinto                                                 | 14/09/2010                  | 8e                          |
| Universidad Católica                                 | Patricio Lara                                              | Démission                   | Sep. 19, 2010               | Hans Ortega (intérim)                                       | 21/09/2010                  | 10e                         |
| Independiente del Valle                              | Guillermo Duró                                             | Promu Directeur Sportif     | 21/09/2010                  | Julio Asad                                                  | 28/09/2010                  | 12e                         |
| Universidad Católica                                 | Hans Ortega (intérim)                                      | Remplacé                    | 21/09/2010                  | Jorge Célico                                                | 21/09/2010                  | 10e                         |
| Barcelona                                            | Juan Manuel Llop                                           | Démission                   | 27/09/2010                  | Carlos Grueso[Lequel ?] (intérim) Walter Guerrero (intérim) | 27/09/2010                  | 3e                          |
| Barcelona                                            | Carlos Grueso[Lequel ?](intérim) Walter Guerrero (intérim) | Remplacés                   | Oct. 2, 2010                | Rubén Darío Insúa                                           | 02/10/2010                  | 5e                          |
| Olmedo                                               | Ariel Graziani                                             | Démission                   | 13/11/2010                  | Dragan Miranovic                                            | 16/12/2010                  | 8e                          |

## Première Phase

### Classement
Le classement est calculé avec le barème de points suivant : une victoire vaut trois points, le match nul un. La défaite ne rapporte aucun point.
Critères de départage :
1. plus grande « différence de buts générale » ;
2. plus grand nombre de buts marqués ;
3. plus grande « différence de buts particulière » ;

LDU Quito est qualifié d'office pour la Copa Sudamericana 2010 grâce à sa victoire dans cette compétition en 2009. Ce faisant, il libère une place pour le championnat équatorien.
| Rang | Équipe                               | Pts | J  | G  | N  | P  | Bp | Bc | Diff |
| ---- | ------------------------------------ | --- | -- | -- | -- | -- | -- | -- | ---- |
| 1    | Emelec                               | 46  | 22 | 14 | 4  | 4  | 36 | 21 | +15  |
| 2    | Liga Deportiva Universitaria (Quito) | 44  | 22 | 12 | 8  | 2  | 36 | 10 | +26  |
| 3    | Barcelona                            | 43  | 22 | 12 | 7  | 3  | 26 | 12 | +14  |
| 4    | Deportivo Quito T                    | 34  | 22 | 10 | 4  | 8  | 27 | 23 | +4   |
| 5    | Deportivo Cuenca (F)                 | 27  | 22 | 6  | 9  | 7  | 21 | 25 | -4   |
| 6    | El Nacional                          | 25  | 22 | 5  | 10 | 7  | 34 | 27 | +7   |
| 7    | Independiente P                      | 25  | 22 | 5  | 10 | 7  | 26 | 30 | -4   |
| 8    | Manta                                | 24  | 22 | 5  | 9  | 8  | 24 | 31 | -7   |
| 9    | Olmedo                               | 23  | 22 | 5  | 8  | 9  | 19 | 28 | -9   |
| 10   | Espoli                               | 22  | 22 | 6  | 4  | 12 | 22 | 41 | -19  |
| 11   | Universidad Católica P               | 20  | 22 | 4  | 8  | 10 | 21 | 32 | -11  |
| 12   | Macará                               | 18  | 22 | 3  | 9  | 10 | 22 | 34 | -12  |

| Promotions pour la saison 2010 - Finale du championnat, Copa Sudamericana 2010, Copa Libertadores 2011 - Copa Sudamericana 2010 | Relégations pour la saison 2011 - Maintien en Serie A - Relégation en Serie B | Abréviations P : Promus en Serie A en 2010 T : Tenant du titre 2009 F : Finaliste du championnat 2009 |

### Résultats
| Résultats (▼dom., ►ext.)                                   | BSC | CUE | SDQ | EME | ESP | IND | NAT | LDU Quito | MAC | MAN | OLM | UCAT |
| Barcelona SC                                               |     | 2-1 | 1-0 | 1-2 | 2-0 | 0-1 | 1-0 | 0-0       | 2-0 | 2-1 | 1-0 | 5-1  |
| Club Deportivo Cuenca                                      | 1-1 |     | 1-0 | 2-0 | 3-0 | 3-0 | 0-0 | 1-1       | 0-1 | 0-0 | 0-1 | 1-0  |
| SD Quito                                                   | 0-1 | 1-1 |     | 1-0 | 2-0 | 3-2 | 1-3 | 0-1       | 2-0 | 2-1 | 2-0 | 2-0  |
| Emelec                                                     | 3-0 | 4-0 | 1-1 |     | 4-0 | 1-1 | 1-0 | 1-0       | 2-0 | 3-3 | 4-1 | 1-0  |
| Espoli                                                     | 0-1 | 3-0 | 0-3 | 0-3 |     | 0-4 | 5-3 | 2-1       | 0-1 | 2-0 | 2-2 | 0-1  |
| Independiente                                              | 1-1 | 2-2 | 2-2 | 0-0 | 1-2 |     | 3-1 | 0-2       | 0-0 | 1-0 | 1-1 | 1-1  |
| El Nacional                                                | 0-0 | 0-0 | 2-1 | 5-0 | 4-0 | 1-1 |     | 0-0       | 1-1 | 4-0 | 2-2 | 1-2  |
| LDU Quito                                                  | 0-0 | 2-0 | 2-0 | 5-0 | 1-1 | 3-0 | 1-0 |           | 3-1 | 3-0 | 5-0 | 2-1  |
| Macará                                                     | 1-2 | 1-2 | 1-2 | 1-2 | 1-1 | 1-1 | 3-3 | 2-2       |     | 2-2 | 0-2 | 1-1  |
| Manta                                                      | 0-0 | 1-1 | 3-0 | 1-3 | 1-0 | 3-1 | 2-2 | 0-0       | 2-1 |     | 1-0 | 1-1  |
| Olmedo                                                     | 0-0 | 1-1 | 0-1 | 0-1 | 1-1 | 2-3 | 2-1 | 0-1       | 0-0 | 1-0 |     | 2-0  |
| Universidad Católica                                       | 0-3 | 3-1 | 1-1 | 0-1 | 2-3 | 2-0 | 1-1 | 1-1       | 2-3 | 1-1 | 0-0 |      |
| - Victoire à domicile - Match nul - Victoire à l'extérieur |     |     |     |     |     |     |     |           |     |     |     |      |

## Deuxième phase

### Classement
Le barème de point reste identique à celui de la première phase.
| Rang | Équipe                               | Pts | J  | G  | N | P  | Bp | Bc | Diff |
| ---- | ------------------------------------ | --- | -- | -- | - | -- | -- | -- | ---- |
| 1    | Liga Deportiva Universitaria (Quito) | 47  | 22 | 14 | 5 | 3  | 42 | 17 | +25  |
| 2    | Emelec                               | 46  | 22 | 13 | 7 | 2  | 29 | 12 | +17  |
| 3    | Deportivo Cuenca (F)                 | 41  | 22 | 12 | 5 | 5  | 32 | 25 | +7   |
| 4    | Deportivo Quito T                    | 37  | 22 | 11 | 4 | 7  | 35 | 22 | +13  |
| 5    | Barcelona                            | 30  | 22 | 8  | 6 | 8  | 25 | 24 | +1   |
| 6    | El Nacional                          | 29  | 22 | 8  | 5 | 9  | 23 | 23 | 0    |
| 7    | Manta                                | 27  | 22 | 7  | 6 | 9  | 23 | 33 | -10  |
| 8    | Espoli                               | 23  | 22 | 5  | 8 | 9  | 22 | 28 | -6   |
| 9    | Olmedo                               | 23  | 22 | 6  | 5 | 11 | 20 | 33 | -13  |
| 10   | Macará                               | 21  | 22 | 5  | 6 | 11 | 21 | 32 | -11  |
| 11   | Universidad Católica P               | 20  | 22 | 5  | 5 | 12 | 27 | 37 | -10  |
| 12   | Independiente P                      | 19  | 22 | 5  | 4 | 13 | 23 | 36 | -13  |

| Promotions pour la saison 2010 - Finale du championnat, Copa Sudamericana 2011, Copa Libertadores 2011 | Relégations pour la saison 2011 - Maintien en Serie A - Relégation en Serie B | Abréviations P : Promus en Serie A en 2010 T : Tenant du titre 2009 F : Finaliste du championnat 2009 |

### Résultats
| Résultats (▼dom., ►ext.)                                   | BSC | CUE | SDQ | EME | ESP | IND | NAT | LDU Quito | MAC | MAN | OLM | UCAT |
| Barcelona SC                                               |     | 1-2 | 1-0 | 0-0 | 0-3 | 3-0 | 1-2 | 1-1       | 2-1 | 1-2 | 2-0 | 5-1  |
| Club Deportivo Cuenca                                      | 1-0 |     | 2-0 | 1-1 | 2-1 | 3-1 | 0-0 | 1-1       | 0-2 | 3-1 | 2-3 | 2-1  |
| SD Quito                                                   | 4-0 | 1-2 |     | 1-0 | 2-0 | 1-1 | 1-0 | 1-1       | 0-0 | 4-0 | 1-0 | 5-0  |
| Emelec                                                     | 0-0 | 0-1 | 2-1 |     | 3-1 | 2-1 | 2-0 | 1-1       | 2-0 | 0-0 | 1-0 | 2-0  |
| Espoli                                                     | 0-0 | 2-5 | 2-3 | 1-1 |     | 1-0 | 0-1 | 0-1       | 1-1 | 1-0 | 3-0 | 2-1  |
| Independiente                                              | 1-2 | 3-0 | 1-2 | 0-1 | 1-1 |     | 0-1 | 0-4       | 3-1 | 2-2 | 1-1 | 1-3  |
| El Nacional                                                | 0-1 | 0-0 | 1-3 | 0-0 | 0-0 | 3-0 |     | 2-3       | 2-1 | 4-0 | 3-1 | 0-1  |
| LDU Quito                                                  | 2-1 | 2-0 | 1-1 | 0-1 | 3-0 | 2-0 | 3-1 |           | 3-0 | 4-2 | 1-0 | 1-0  |
| Macará                                                     | 1-1 | 1-2 | 1-0 | 1-4 | 1-1 | 0-2 | 4-1 | 2-4       |     | 1-1 | 0-1 | 1-0  |
| Manta                                                      | 1-0 | 2-0 | 1-2 | 1-2 | 0-0 | 0-2 | 1-0 | 1-0       | 1-0 |     | 3-0 | 2-2  |
| Olmedo                                                     | 0-1 | 0-0 | 3-2 | 0-1 | 3-2 | 2-1 | 1-1 | 0-3       | 0-1 | 2-2 |     | 1-1  |
| Universidad Católica                                       | 2-2 | 2-3 | 3-0 | 2-3 | 0-0 | 1-2 | 0-1 | 2-1       | 1-1 | 3-0 | 1-2 |      |
| - Victoire à domicile - Match nul - Victoire à l'extérieur |     |     |     |     |     |     |     |           |     |     |     |      |

## Troisième Phase

### Classement cumulés
| Rang | Équipe                               | Pts | J  | G  | N  | P  | Bp | Bc | Diff |
| ---- | ------------------------------------ | --- | -- | -- | -- | -- | -- | -- | ---- |
| 1    | Emelec                               | 92  | 44 | 27 | 11 | 6  | 66 | 34 | +32  |
| 2    | Liga Deportiva Universitaria (Quito) | 91  | 44 | 26 | 13 | 5  | 78 | 27 | +51  |
| 3    | Barcelona                            | 73  | 44 | 20 | 13 | 11 | 51 | 36 | +15  |
| 4    | Deportivo Quito T                    | 71  | 44 | 21 | 8  | 15 | 62 | 45 | +17  |
| 5    | Deportivo Cuenca (F)                 | 68  | 44 | 18 | 14 | 12 | 53 | 49 | +4   |
| 6    | El Nacional                          | 54  | 44 | 13 | 15 | 16 | 57 | 50 | +7   |
| 7    | Manta                                | 51  | 44 | 12 | 15 | 17 | 46 | 63 | -17  |
| 8    | Olmedo                               | 46  | 44 | 11 | 13 | 20 | 38 | 60 | -22  |
| 9    | Espoli                               | 45  | 44 | 11 | 12 | 21 | 44 | 69 | -25  |
| 10   | Independiente P                      | 44  | 44 | 10 | 14 | 20 | 49 | 67 | -18  |
| 11   | Universidad Católica P               | 40  | 44 | 9  | 13 | 22 | 48 | 69 | -21  |
| 12   | Macará                               | 39  | 44 | 8  | 15 | 21 | 43 | 66 | -23  |

### Ligue Finale

#### Match pour la troisième place
Ces matchs opposent les deux meilleures équipes du classement cumulé non qualifiées pour la finale du championnat et offre au vainqueur la troisième place qualificative pour le premier tour de la Copa Libertadores 2011. Barcelona comptant plus de points dans le classement accumulé, il a l'avantage de recevoir au match retour.
| 4 décembre 2010 | S.D. Quito                                                | 2 - 0   | Barcelona S.C.         | Stade olympique Atahualpa, Quito            |                                             |
| 11:30 (UTC-5)   | Checa 35e · Sarimata 49e                                  |         |                        | Spectateurs : 24 208 Arbitrage : Omar Ponce | Spectateurs : 24 208 Arbitrage : Omar Ponce |
| 11:30 (UTC-5)   | Minda 15e · Checa 31e · García 57e · Ayala 69e · Mina 87e | Rapport | 78e Perlaza · 83e Leon | Spectateurs : 24 208 Arbitrage : Omar Ponce | Spectateurs : 24 208 Arbitrage : Omar Ponce |

| 11 décembre 2010 | Barcelona S.C.                        | 3 - 1 | S.D. Quito | Stade Monumental Banco Pinchincha, Guayaquil |                         |
| 17:00 (UTC-5)    | León 15e · Samudio 72e · Anangonó 89e |       | 24e Minda  | Arbitrage : José Caprio                      | Arbitrage : José Caprio |

Le Deportivo Quito est qualifié pour le premier tour de la Copa Libertadores 2011 à la faveur de son but marqué à l'extérieur.

#### Finales
Les vainqueurs de chacune des phases vont se disputer le titre de champion d'Équateur sur deux matchs sur le mode aller-retour. Emelec comptant le plus grand nombre de points dans le classement cumulé, il recevra lors du match retour.
| 5 décembre 2010 | LDU Quito         | 2 – 0 | Emelec | Stade Casa Blanca, Quito                       |                                                |
| 11:30 (UTC-5)   | Bolaños 50e 90+2e |       |        | Spectateurs : 27 506 Arbitrage : Tomás Alarcón | Spectateurs : 27 506 Arbitrage : Tomás Alarcón |
| 11:30 (UTC-5)   | Rapport           |       |        | Spectateurs : 27 506 Arbitrage : Tomás Alarcón | Spectateurs : 27 506 Arbitrage : Tomás Alarcón |

| LDU Quito | Emelec |

| LDU QUITO :   |    |                         |     |     |
|               |    |                         |     |     |
| G             | 01 | José Francisco Cevallos |     |     |
| D             | 02 | Norberto Araujo         |     |     |
| D             | 14 | Diego Calderón          | 9e  |     |
| D             | 06 | Jorge Guagua            |     |     |
| M             | 15 | William Araujo          |     |     |
| M             | 07 | Miller Bolaños          | 51e |     |
| M             | 04 | Ulises de la Cruz       | 39e |     |
| M             | 54 | Marlon Ganchozo         |     | 72e |
| M             | 13 | Neicer Reasco (c)       | 64e |     |
| A             | 15 | Carlos Ariel Luna       |     | 59e |
| A             | 19 | Juan Manuel Salgueiro   |     | 76e |
| Remplaçants : |    |                         |     |     |
| G             | 22 | Alexander Domínguez     |     |     |
| M             | 09 | Gonzalo Chila           |     | 72e |
| M             | 24 | José Valencia           |     | 76e |
| A             | 10 | Walter Calderón         |     | 59e |
| A             | 10 | Christian Lara          |     |     |
| A             | 53 | Joao Plata              |     |     |
| Entraîneur :  |    |                         |     |     |
| Edgardo Bauza |    |                         |     |     |

| EMELEC :       |    |                        |     |     |
|                |    |                        |     |     |
| G              | 22 | Javier Klimowicz       |     |     |
| D              | 29 | Gabriel Achilier       |     |     |
| D              | 25 | Eduardo Morante        |     |     |
| D              | 06 | Carlos Andrés Quiñónez |     |     |
| D              | 09 | José Luis Quiñónez     |     |     |
| M              | 51 | Fernando Gaibor        |     | 46e |
| M              | 24 | Fernando Giménez       |     |     |
| M              | 15 | Pedro Quiñónez         | 69e |     |
| M              | 07 | David Quiroz (c)       |     |     |
| A              | 17 | Jaime Ayoví            |     |     |
| A              | 10 | Joao Rojas             |     | 58e |
| Remplaçants :  |    |                        |     |     |
| G              | 01 | Marcelo Elizaga        |     |     |
| D              | 27 | Mariano Mina           |     |     |
| M              | 52 | Byron Mina             |     |     |
| M              | 14 | Enner Valencia         |     | 46e |
| M              | 08 | Polo Wila              |     |     |
| A              | 50 | Marco Caicedo          |     |     |
| A              | 40 | Leandro Torres         |     | 58e |
| Entraîneur :   |    |                        |     |     |
| Jorge Sampaoli |    |                        |     |     |

| Arbitres assistants : Carlos Herrera Marco Muzo Quatrième arbitre : Miguel Hidalgo |

| 12 décembre 2010 | Emelec     | 1–0 | LDU Quito | Stade George Capwell, Guayaquil |                         |
| 16:00 (UTC-5)    | Quiroz 60e |     |           | Arbitrage : Carlos Vera         | Arbitrage : Carlos Vera |

| Emelec | LDU Quito |

| EMELEC:        |    |                        |        |          |
|                |    |                        |        |          |
| G              | 22 | Javier Klimowicz       |        |          |
| D              | 29 | Gabriel Achilier       |        | Remplacé |
| D              | 19 | Marcelo Fleitas (c)    | Averti |          |
| D              | 25 | Eduardo Morante        |        |          |
| M              | 51 | Fernando Gaibor        |        | Remplacé |
| M              | 24 | Fernando Giménez       |        |          |
| M              | 15 | Pedro Quiñónez         | Averti |          |
| M              | 07 | David Quiroz           |        |          |
| M              | 10 | Joao Rojas             |        | Remplacé |
| A              | 17 | Jaime Ayoví            |        |          |
| A              | 23 | Cristian Menéndez      |        |          |
| Remplaçants :  |    |                        |        |          |
| G              | 01 | Marcelo Elizaga        |        |          |
| D              | 06 | Carlos Andrés Quiñónez |        | Entré    |
| M              | 09 | José Luis Quiñónez     |        |          |
| M              | 40 | Leandro Torres         |        | Entré    |
| A              | 16 | Santiago Biglieri      |        | Entré    |
| FW             | 50 | Marco Caicedo          |        |          |
| Entraîneur :   |    |                        |        |          |
| Jorge Sampaoli |    |                        |        |          |

| LDU QUITO:    |    |                         |                                            |          |
|               |    |                         |                                            |          |
| G             | 01 | José Francisco Cevallos | Averti                                     |          |
| D             | 02 | Norberto Araujo         |                                            |          |
| D             | 14 | Diego Calderón          |                                            |          |
| D             | 06 | Jorge Guagua            | Averti                                     |          |
| M             | 15 | William Araujo          |                                            |          |
| M             | 04 | Ulises de la Cruz       |                                            |          |
| M             | 54 | Marlon Ganchozo         | Averti                                     | Remplacé |
| M             | 13 | Neicer Reasco (c)       | Averti                                     |          |
| M             | 08 | Patricio Urrutia        |                                            |          |
| A             | 15 | Carlos Ariel Luna       |                                            | Remplacé |
| A             | 19 | Juan Manuel Salgueiro   |                                            | Remplacé |
| Remplaçants : |    |                         |                                            |          |
| G             | 22 | Alexander Domínguez     |                                            |          |
| D             | 05 | Paul Ambrossi           |                                            |          |
| D             | 24 | José Valencia           |                                            | Entré    |
| M             | 07 | Miller Bolaños          | Carton jaune · Carton jaune · Carton rouge | Entré    |
| M             | 53 | Joao Plata              |                                            |          |
| A             | 10 | Walter Calderón         |                                            | Entré    |
| Entraîneur :  |    |                         |                                            |          |
| Edgardo Bauza |    |                         |                                            |          |

| Arbitres assistants : Juan Cedeño Luis Alvarado Quatrième arbitre : Alfredo Intriago |

| Champion 2010 Copa Credife Serie A |
| ---------------------------------- |
| LDU Quito 10e titre                |